# 먼지

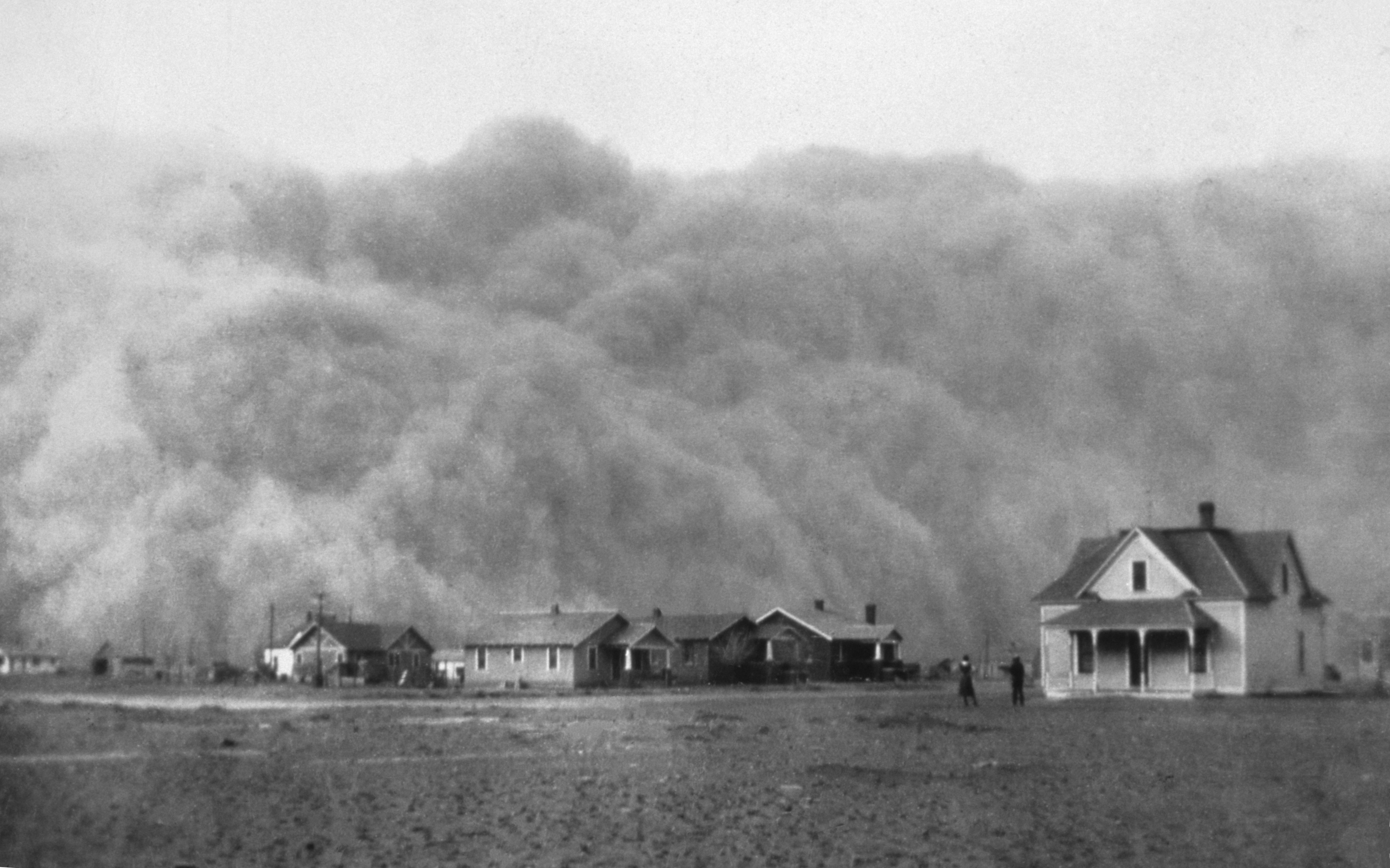
텍사스를 뒤덮은 모래폭풍, 1935년

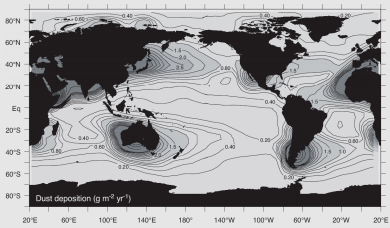
먼지 퇴적의 전 세계 해양 분포

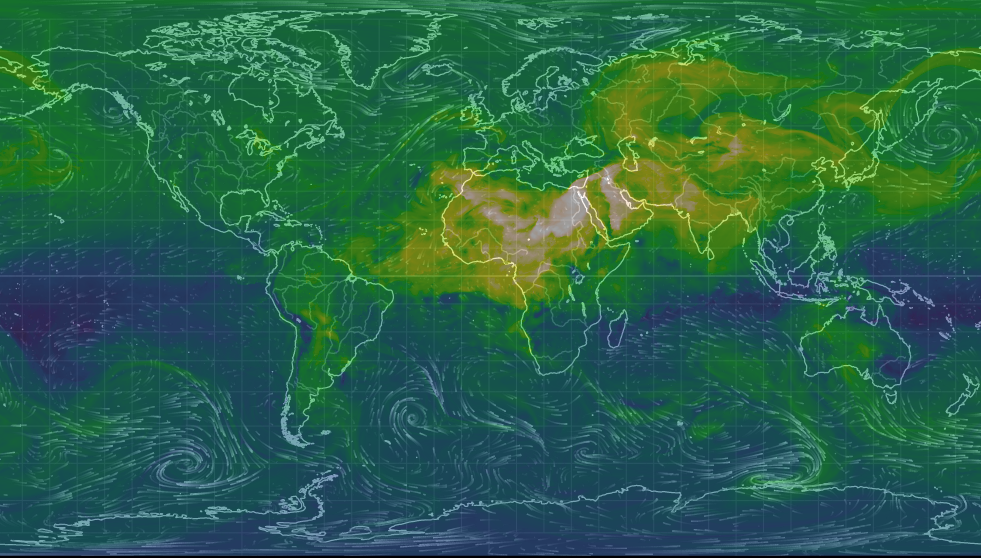
2017년 먼지 지도

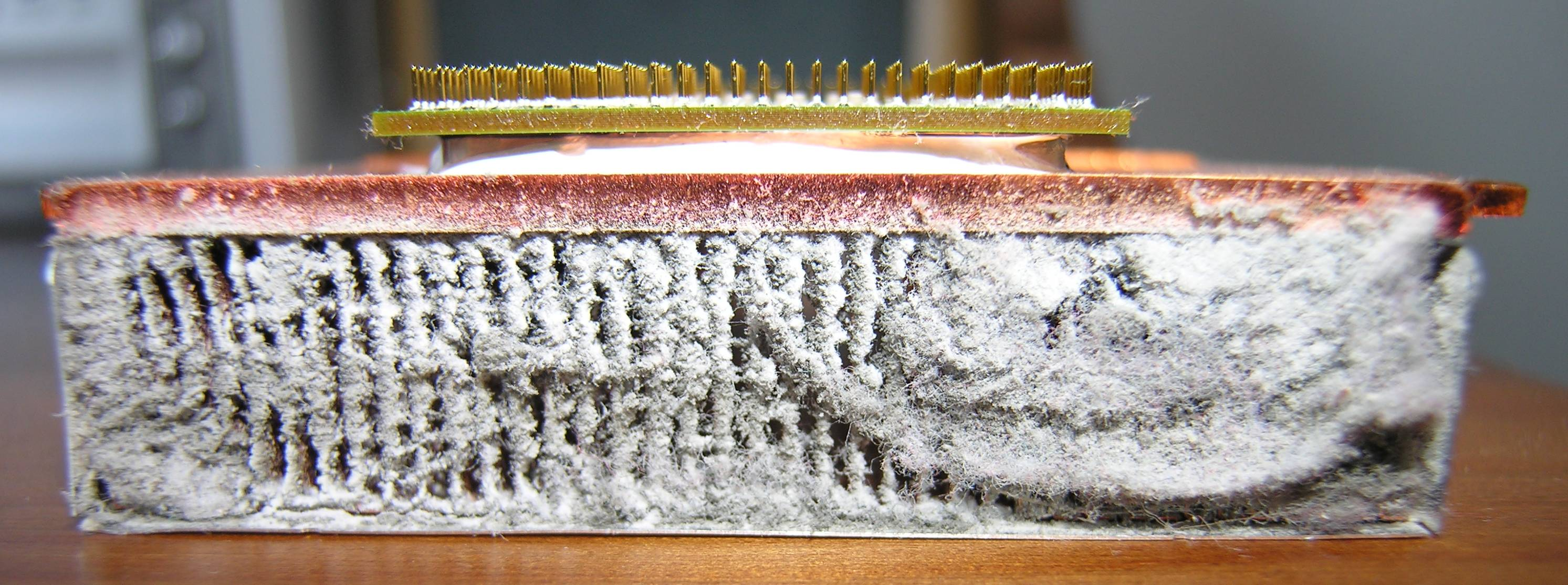
청소하지 않고 3년간 사용한 랩톱 히트 싱크에 먼지가 쌓여 더 이상 사용할 수 없다.

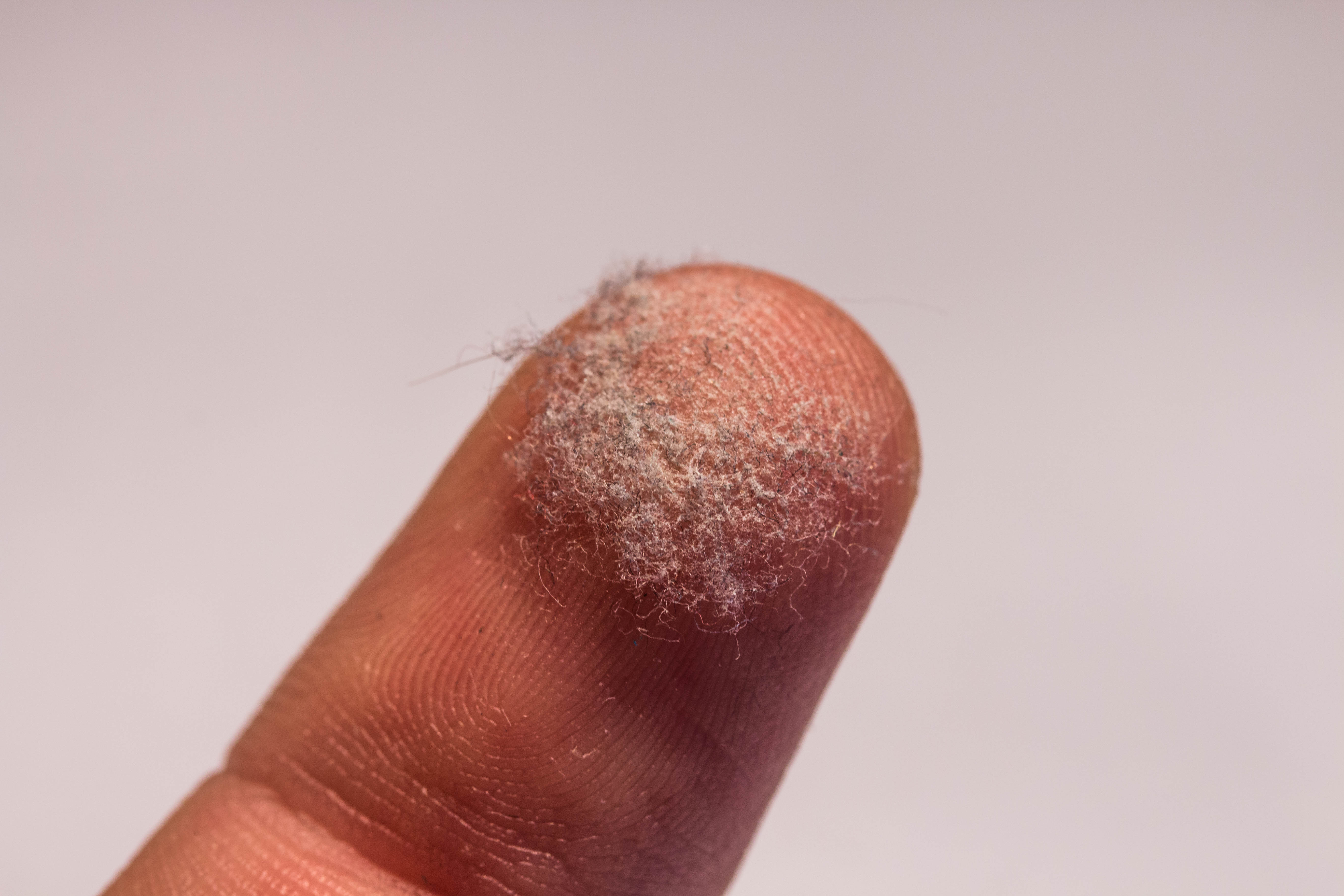
손가락에 묻은 실내 먼지

먼지는 단단한 물질의 미세한 입자로 이루어져 있다. 지구에서는 일반적으로 바람에 의해 날아간 흙(풍식 과정), 화산 폭발 및 오염과 같은 다양한 원천에서 유래한 대기 중 입자로 구성된다.
가정 내 먼지는 약 20~50%의 죽은 세포로 구성된다. 나머지, 그리고 사무실 및 기타 건축 환경의 먼지는 소량의 식물 꽃가루, 사람의 모발, 동물의 모피, 직물 섬유, 종이 섬유, 외부 흙의 광물, 불타버린 운석 입자, 그리고 지역 환경에서 발견될 수 있는 많은 다른 재료들로 구성된다.

## 대기 중 먼지

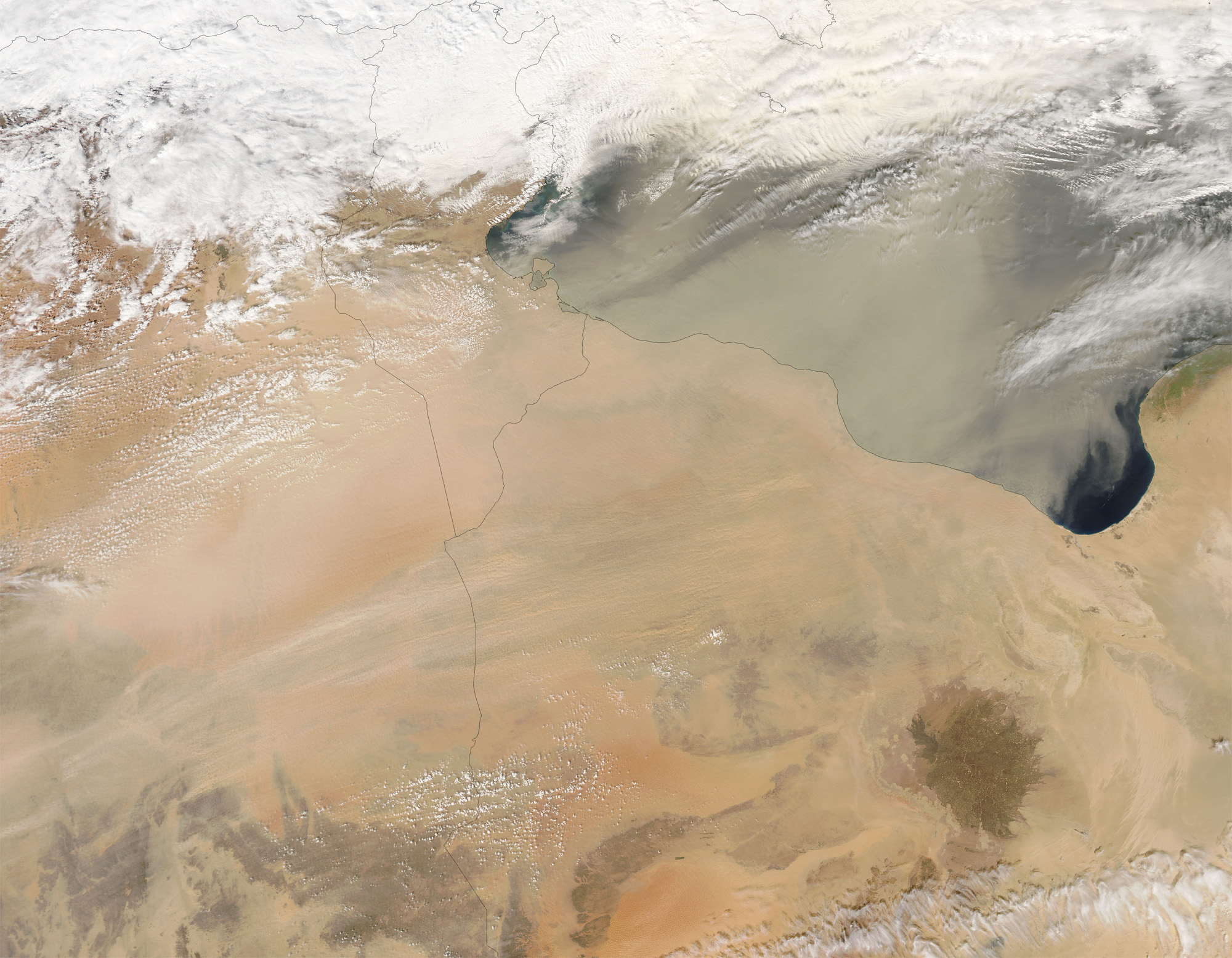
리비아 상공의 거대한 모래폭풍

풍적 먼지(aeolian dust)라고도 알려진 대기 또는 바람에 날린 비산 먼지는 고속 바람이 주로 실트 크기의 물질을 제거하여 취약한 표면을 마모시킬 수 있는 건조 지역에서 발생한다. 여기에는 방목, 쟁기질, 탈것 사용 및 기타 인간 행동이 땅을 더욱 불안정하게 만든 지역이 포함되지만, 모든 발생 지역이 인위적인 영향에 크게 영향을 받은 것은 아니다. 먼지를 생성하는 표면은 전 세계 육지 면적의 3분의 1을 차지한다. 이들은 0.9억 헥타르를 덮는 사하라 사막과 같은 극건조 지역과 5.2억 헥타르를 차지하는 건조 지대로 구성된다.
대기 중 먼지는 모래 크기 입자의 도약이동과 연마성 모래 분사에 의해 생성되며, 대류권을 통해 운반된다. 이 공기 중 먼지는 에어로졸로 간주되며, 일단 대기 중에 있으면 강력한 국지적 복사강제력을 생성할 수 있다. 특히 사하라 사막의 먼지는 카리브 제도와 아마존 분지까지 운반 및 퇴적될 수 있으며, 공기 온도에 영향을 미치고, 해양 냉각을 유발하며, 강우량을 변화시킬 수 있다.

### 중동
중동의 먼지는 역사적인 현상이었다. 최근에는 기후변화와 사막화 과정의 심화로 인해 문제가 극적으로 악화되었다. 다중 요인 현상으로서, 아직 문제의 원인이나 잠재적 해결책에 대한 명확한 합의는 없다.

#### 이란
이라크와 이란의 먼지는 봄에 서쪽에서 동쪽 또는 동쪽에서 서쪽으로 이동하는 이동성 시스템이며, 여름 중반까지 가장 높은 강도, 농도 및 범위를 가진다. 발생 원인은 습기 부족, 건조한 환경, 낮은 강우량, 연간 가뭄이다. 이라크와 시리아와 같은 지역의 강우량 감소로 인해 이란의 대부분의 먼지 역시 이라크, 시리아, 요르단 지역에서 유래한다.
해외 발원지 외에도, 최근 몇 년 동안 새로운 먼지 발원지가 형성되었거나 과거부터 존재했지만 그 범위가 증가한 국내 지역들이 있다. 이들 지역 중에는 과거 평야, 강바닥, 계절성 호수 및 계절성 저수지였던 남부 테헤란의 일부 지역, 알보르즈주 남부, 그리고 이스파한주의 가브코니 습지를 들 수 있다. 이들은 건조해지고 먼지에 취약해졌기 때문이다. 먼지 중심지가 된 다른 지역으로는 곰주, 곰 염호 및 그 주변 지역, 그리고 우르미아호가 있다. 우르미아호는 강한 바람과 호수의 건조, 크기 감소로 인해 과거에는 물에 잠겨 있던 일부 지역이 풍식의 영향을 받는다.
이란에서 먼지는 직접적으로 5백만 명 이상의 사람들에게 영향을 미치며, 최근에는 심각한 정부 문제로 부상했다. 후제스탄주에서는 대기 오염이 심각하게 증가했다. 공기 중 오염원의 양은 일년에 여러 차례 정상 수준의 50배 이상을 초과했다. 최근에는 중동의 먼지를 직접 연구하기 위해 프로젝트 먼지와 같은 이니셔티브가 설립되었다.
가뭄의 지속으로 인해 하문 호수와 우르미아호와 같은 일부 습지와 호수에서 물 부족이나 건조 현상이 발생했다. 이로 인해 이들이 먼지의 중심지로 변모했다.
이란 자연자원 및 유역 관리 기구의 사막 사무소장은 2018년 연구 데이터에 따르면 국내 3천만 헥타르의 토지가 풍식의 영향을 받고 있으며, 이 중 1천4백만 헥타르가 풍식의 집중 지점으로 간주되어 인프라에 심각한 피해를 입힌다고 밝혔다.

### 도로
도로를 주행하는 차량에 의해 날리는 먼지는 유해한 대기 오염의 주요 원인이다. 도로 먼지는 차량 및 산업 배기가스, 타이어 및 제동기 마모로 인한 입자, 포장 도로 또는 팟홀에서 발생하는 건설 먼지, 그리고 건설 현장에서 발생하는 먼지로 구성된다. 도로 먼지는 대기 중 입자상 물질 생성 및 방출에 상당한 기여를 한다. 도로 먼지 통제는 도시 지역에서 중요한 과제이며, 또한 광산 및 쓰레기 매립지와 같이 포장되지 않은 도로를 지나는 차량 통행량이 많은 다른 지역에서도 마찬가지이다.
"엔진 배기 가스, 특히 디젤 연료로 작동하는 엔진에서 나오는 배기 가스는 건설 현장에서 미세 입자를 생성하는 중요한 원인이 될 수 있다." 건설 및 철거 활동 또한 많은 양의 건설 폐기물을 생성할 수 있다. 먼지 및 입자상 물질은 특히 바람이 많이 불고 건조할 때 현장 안팎의 탈것 움직임으로 인해 비산 및 공중으로 날릴 수 있다.
도로 먼지는 도로 청소차, 진공 청소기를 장착한 차량과 같은 기계적 방법, 식물성 기름 분무, 또는 물 분무기를 사용하여 억제할 수 있다. 염화 칼슘을 사용할 수 있다. 자동차공학의 발전으로 도로 교통에 의해 생성되는 PM10의 양이 감소했다. 그 결과 기존 입자상 물질의 재부유 비율이 증가했다.

## 석탄
탄진은 탄폐증을 포함한 호흡기 질환을 유발하는데, 탄광 노동자의 진폐증은 탄광 광부들에게 발생한다. 탄진의 위험성은 일부 관할 구역에서 작업장 공기 질을 규제하는 환경법으로 이어졌다. 또한, 특정 지역의 공기 중에 충분한 탄진이 분산되면, 매우 드문 경우에 분진폭발을 일으킬 수 있다. 이러한 상황은 일반적으로 밀폐된 공간에서 발생한다.

## 관리

### 대기 중

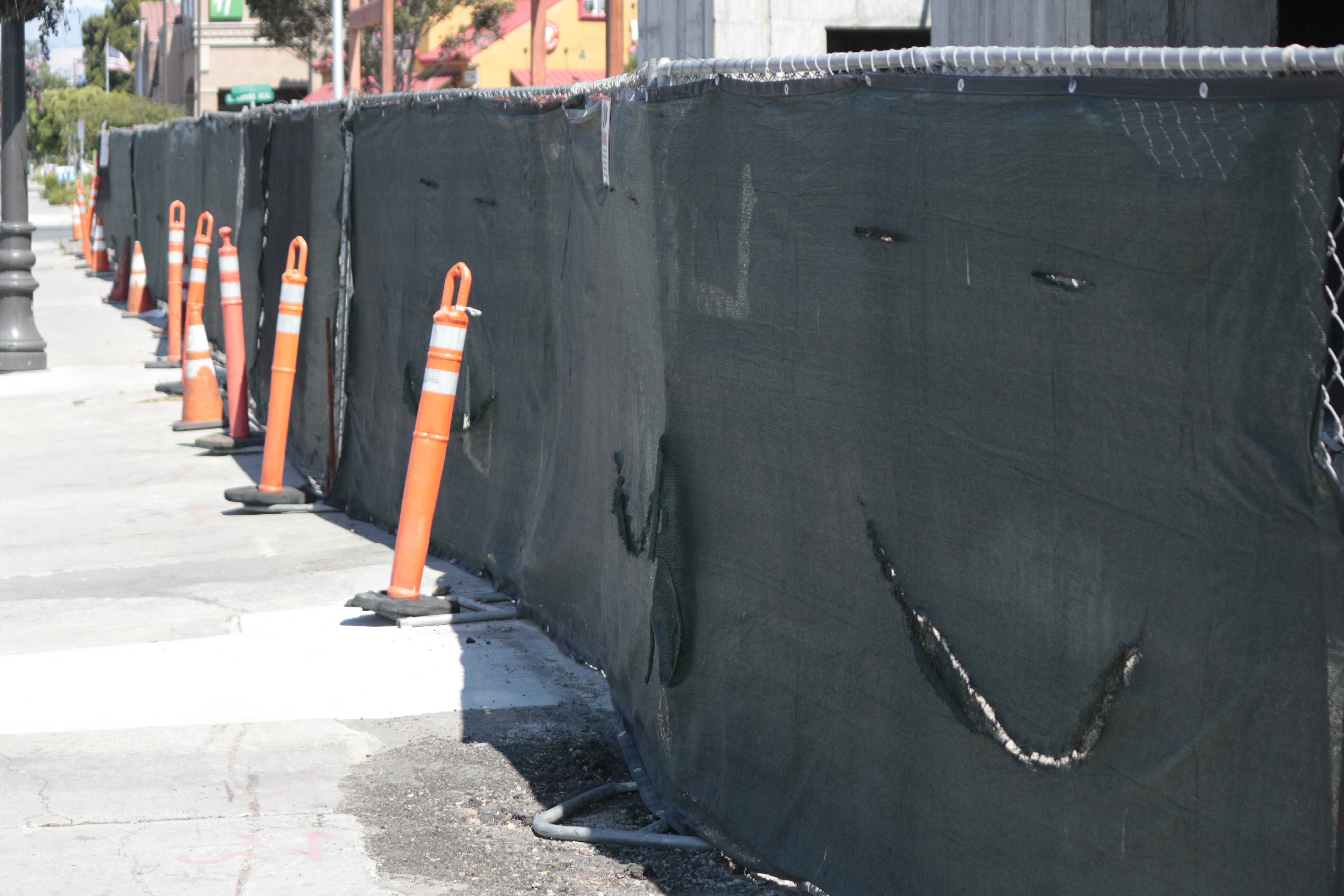
타프와 그물은 종종 건설 현장에서 방출되는 먼지의 양을 줄이기 위해 사용된다.

미국 환경보호청(EPA)을 포함한 대부분의 정부 환경보호국은 비산 먼지를 생성하는 시설에 대해 먼지 생산을 최소화하거나 완화하도록 의무화한다. 가장 빈번한 먼지 관리 위반은 도시 지역의 새로운 주택 개발지에서 발생한다. 미국 연방 법률은 건설 현장이 흙을 옮기고 지역을 정비하기 위한 계획 허가를 받아야 하며, 작업이 수행되는 동안 먼지 배출을 통제하기 위한 계획이 명시되어야 한다고 규정한다. 통제 조치에는 건설 및 철거 현장에 물을 뿌리거나 인접 도로로 먼지가 유입되는 것을 방지하는 것과 같은 간단한 관행이 포함된다.
몇 가지 문제는 다음과 같다:
- 알레르기 반응, 폐렴, 천식 발작을 포함한 먼지 관련 건강 위험 감소.
- 시정 및 도로 교통 안전 향상.
- 더 깨끗한 공기, 더 깨끗한 차량, 더 깨끗한 가정을 제공하고 더 나은 건강 증진.
- 농업 생산성 향상.
- 필터, 베어링 및 기계를 막는 먼지 수준을 낮춤으로써 차량 유지 보수 비용 절감.
- 운전자 피로 감소, 현가장치 유지 보수 및 연비 향상.
- 누적 효과 증대—각각의 새로운 적용은 이전의 발전에 기반한다.

미국 연방 법률은 공터, 비포장 주차장, 비포장 도로와 같은 출처에 대한 먼지 통제를 요구한다. 이러한 장소의 먼지는 포장이나 자갈 깔기, 물, 식물성 기름 또는 기타 먼지 억제제로 표면 안정화, 또는 공기 중에 이미 있는 먼지를 억제하기 위해 물 안개 분무기와 같은 기계적 방법으로 억제할 수 있다.

### 가정용

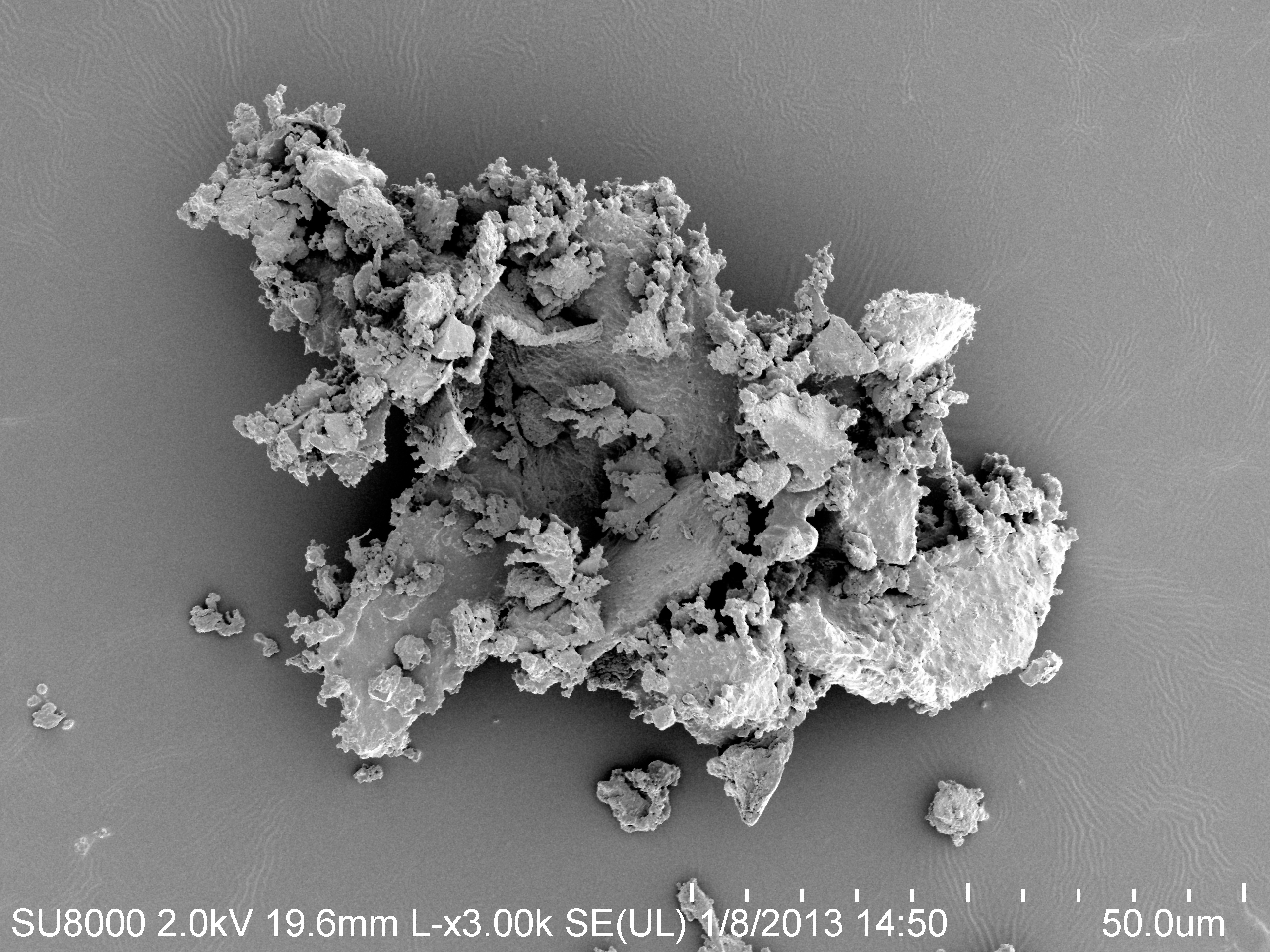
현미경으로 본 집먼지

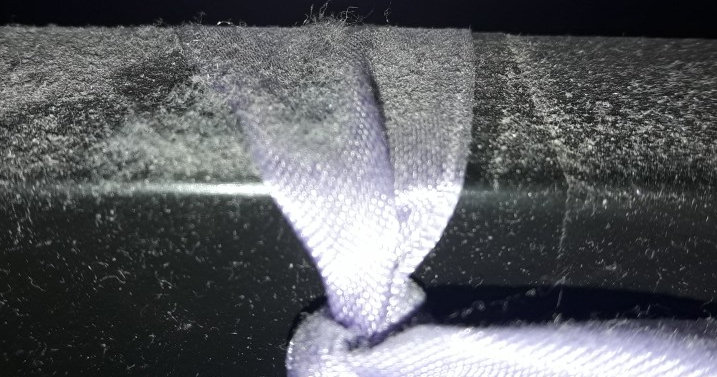
리본 위의 집먼지

먼지 제어는 직경이 500 마이크로미터(즉, 0.5밀리미터) 미만인 고체 입자의 억제를 의미한다. 먼지는 어린이, 노인, 그리고 호흡기 질환이 있는 사람들에게 건강 위험을 초래한다.
집먼지는 쉽게 공기 중으로 날아오를 수 있다. 먼지가 공기 중으로 날아오르는 것을 방지하기 위해 먼지를 제거할 때는 주의가 필요하다. 먼지떨이는 먼지를 다른 곳으로 날려버리는 경향이 있다.
공인된 HEPA (MIL STD 282 테스트 통과)는 0.3 마이크로미터 크기의 먼지를 99.97% 효과적으로 포집할 수 있다. 모든 HEPA 필터가 먼지를 효과적으로 막을 수 있는 것은 아니다. HEPA 필터, 물 또는 사이클론이 있는 진공 청소기가 없는 것보다 더 효과적으로 필터링할 수 있지만, 여전히 공기 순환 1입방피트당 수백만 개의 입자를 배출할 수 있다. 중앙 진공 청소기는 먼지를 제거하는 데 효과적이며, 특히 실외로 직접 배출되는 경우 더욱 그렇다.
공기여과기는 효과성에서 큰 차이가 있다. 레이저 입자 계수기는 필터 효과를 측정하는 효과적인 방법이다. 의료용 기기는 0.3 마이크로미터만큼 작은 입자를 테스트할 수 있다. 공기 중 먼지를 테스트하기 위한 여러 가지 옵션이 있다. 폴리염화 비닐 또는 혼합 셀룰로스 에스테르로 만들어진 미리 무게를 잰 필터 및 일치하는 무게 필터는 호흡기 먼지 (직경 10 마이크로미터 미만)에 적합하다.

### 먼지 방지 표면
먼지 방지 표면은 제조업이나 수리 과정을 통해 재료와 품목의 설계 또는 처리로 먼지 오염이나 손상을 방지하는 상태이다. 합성층이나 덮개의 택티시티 감소는 표면을 보호하고 부착되어 있을 수 있는 작은 분자를 방출할 수 있다. 접합부가 있는 패널, 용기 또는 인클로저는 취약한 모서리와 이음새에 강화된 구조적 강성 또는 밀봉재 유형을 특징으로 할 수 있다.

## 우주 공간
우주진은 우주 공간에 널리 존재하며, 가스와 먼지 구름은 행성계의 주요 전구 물질이다. 어두운 밤하늘에서 보이는 황도광은 태양을 공전하는 먼지 입자에서 반사된 햇빛에 의해 생성된다. 혜성의 꼬리는 혜성 본체에서 먼지와 이온화된 가스가 방출되어 생성된다. 먼지는 또한 고체 행성체를 덮고 있으며, 거의 행성 전체를 덮는 거대한 모래폭풍이 화성에서 발생할 수 있다. 성간 먼지는 항성들 사이에 존재하며, 고농도는 성운과 반사성운을 생성한다.
먼지는 은하에 널리 존재한다. 주변 방사선은 먼지를 가열하고 마이크로파 대역으로 방사선을 재방출하여 우주 마이크로파 배경 전력 스펙트럼을 왜곡할 수 있다. 이 영역의 먼지는 복잡한 방출 스펙트럼을 가지며 열 먼지 방출과 회전 먼지 방출을 모두 포함한다.
우주 공간에서 회수된 먼지 샘플은 초기 태양계의 조건에 대한 정보를 제공했다. 여러 우주선이 먼지 및 기타 물질 샘플을 수집하려고 노력했다. 이러한 우주선 중에는 2004년 빌트 2 혜성을 지나가 혜성의 잔해 캡슐을 지구로 반환한 스타더스트가 있었다. 2010년에는 일본의 하야부사 우주선이 소행성 표면에서 먼지 샘플을 회수했다.

## 대기 갤러리

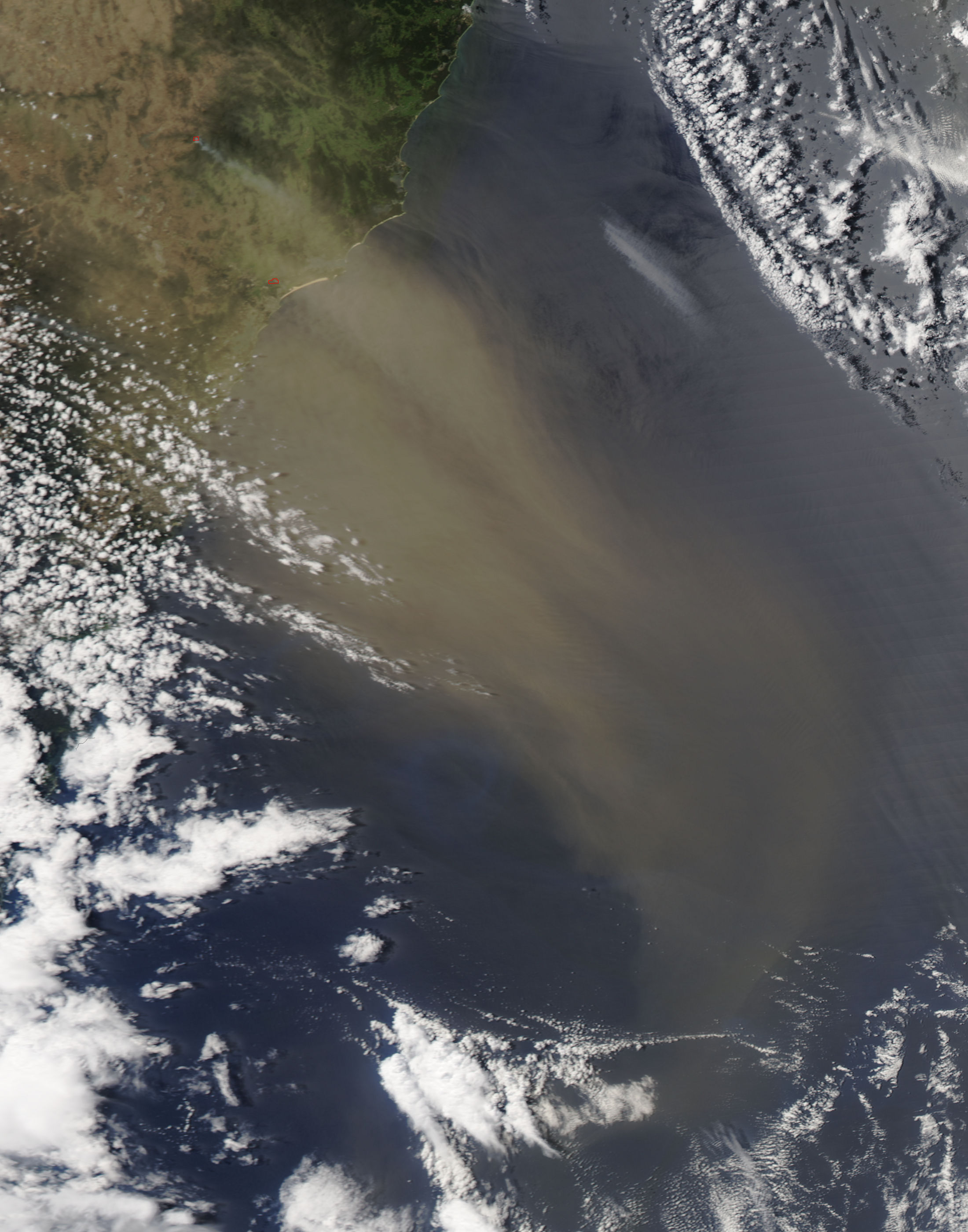
건조하고 바람이 부는 날씨가 호주 남동부 전역에 먼지 구름을 보낸다.
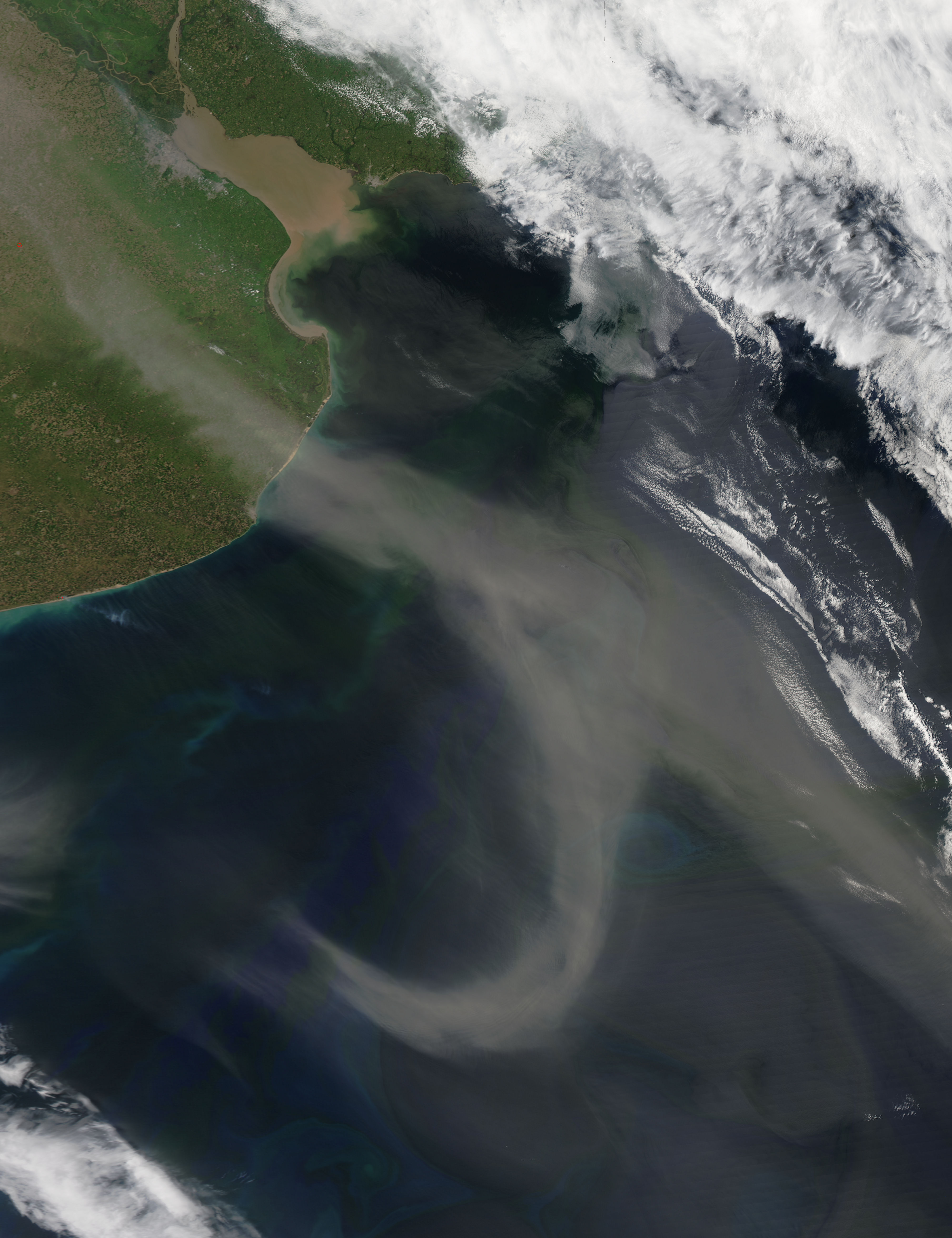
창백한 갈색 먼지 기둥이 아르헨티나의 팜파스에서 휩쓸려 나온다.
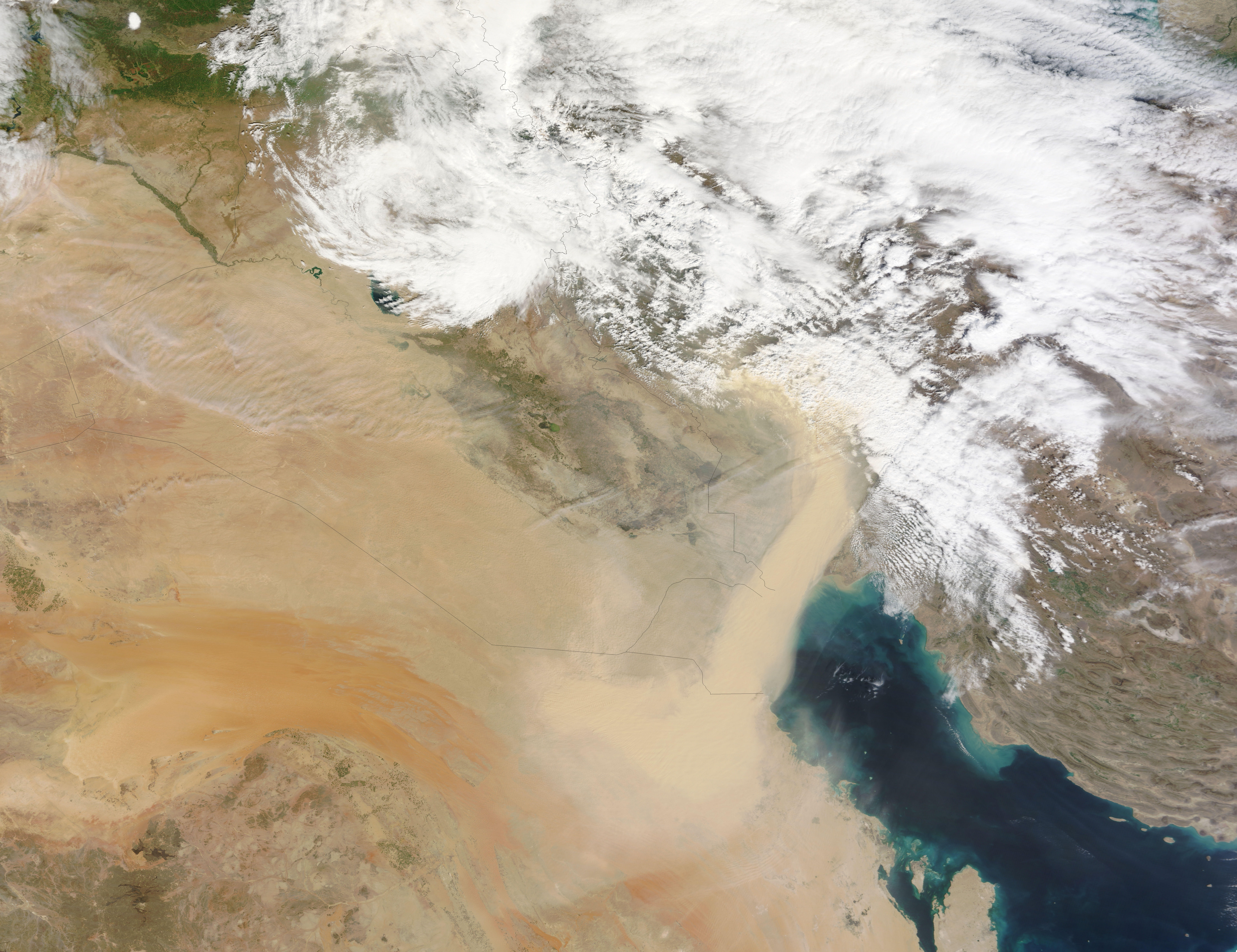
쿠웨이트와 페르시아만 북서쪽 끝을 뒤덮은 두꺼운 먼지 기둥

## 집먼지 진드기
집먼지 진드기는 인간이 사는 모든 실내에 존재한다. 천식 환자 중 집먼지 진드기 알레르기 양성 반응은 매우 흔하다. 집먼지 진드기는 주식으로 죽은 사람의 피부 세포를 먹고 사는 미세한 거미강 생물이지만, 살아있는 사람에게는 서식하지 않는다. 진드기와 그들의 배설물 및 다른 알레르겐은 집먼지의 주요 구성 요소이지만, 매우 무거워서 공중에 오래 떠 있지 않는다. 이들은 일반적으로 바닥 및 다른 표면에서 발견되다가 (예를 들어 걷는 것에 의해) 방해를 받으면 날아오른다. 집먼지 진드기가 공중에서 다시 가라앉는 데 20분에서 2시간이 걸릴 수 있다.
집먼지 진드기는 어둡고 따뜻하며 습한 기후를 선호하는 둥지를 트는 종이다. 이들은 매트리스, 침구, 덮개를 씌운 가구, 융단에서 번성한다. 그들의 배설물에는 습한 표면과 접촉할 때 방출되는 효소가 포함되어 있는데, 이는 사람이 숨을 들이쉴 때 발생할 수 있으며, 이 효소는 인체 내 세포를 죽일 수 있다. 집먼지 진드기는 인간이 서양식 이불이나 옷과 같은 직물을 사용하기 시작하면서 문제가 되기 시작했다.

## 같이 보기
- 미세먼지
- 황사